# Aïn Lechiakh
Aïn Lechiakh (em árabe: عين االشياخ) é uma comuna localizada na província de Aïn Defla, no norte da Argélia. Sua população era de 13 745 habitantes, em 2008.